# Grottaperfetta
Grottaperfetta o storicamente più corretto Grotta Perfetta, è la zona urbanistica 11G del Municipio Roma VIII di Roma Capitale. Si estende sul quartiere Q. XX Ardeatino.

## Geografia fisica

### Territorio
È situata a sud della capitale, internamente al Grande Raccordo Anulare e sul lato ovest di via Ardeatina.
La zona urbanistica confina:
- a nord-ovest con la zona urbanistica 11E Tor Marancia
- a est con la zona urbanistica 11X Appia Antica Nord
- a sud con le zone urbanistiche 12E Cecchignola e 12B Villaggio Giuliano
- a ovest con la zona urbanistica 11F Tre Fontane

## Storia
Si ritiene che il toponimo derivi dall'antico nome di età medievale: Horti Praefecti o Praefectis.
 L'antico toponimo sembrerebbe indicare che in loco esisteva, ai tempi dei romani, o più probabilmente nell'alto medioevo qualche terreno di proprietà di un prefetto, ma non vi sono prove al riguardo; più probabile sembra che il fondo possa essere stata una delle dotazioni di chi ricoprisse la carica di Prefetto della città.
Il territorio nel VI secolo doveva prendere nome dal corso d'acqua che vi scorreva noto come Fossa Latronis, essendo oggetto di una donazione fatta da papa Gregorio I insieme ad altri beni tra cui la massa delle Acque Salvie alla basilica di S. Paolo la cui memoria era presente su una delle colonne che sostenevano l'arco trionfale della antica basilica.
Già nel X secolo era nota l'area con il nome di Horti perferie o perfecte quando nel 954 parte dell'area che confinava con i beni del monastero di San Salvatore in Laterano, già donata probabilmente nel IX secolo ad opera di una nobile Maria vedova del superista Gregorio, fu oggetto di permuta tra il monastero di San Lorenzo fuori le mura e la chiesa di S. Gregorio al Clivo di Scauro, ancora nel secolo XIII erano presenti nel territorio fondi di diversi proprietari tra i quali i principali il monastero di Sant'Alessio all'Aventino e Giovanni de Papa proprietario del casale Orti Prefectis.
Nello stesso territorio erano presenti sin dal 1339 delle vigne per circa 11 ettari tra cui quella detta della Castagnola appartenenti al Priorato di Santa Maria de Aventino dell'Ordine di Malta di provenienza dall'Ordine dei Templari.
La tenuta omonima, censita extra Portam Appiam, fu poi proprietà della famiglia Mattei almeno dalla seconda metà del secolo XVI per passare ai Colligola che ne erano proprietari sul finire del XVIII per un'estensione di circa 250 ettari confinante con le tenute di Tor Marancia, Tre Fontane e Sant'Alessio, per divenire agli inizi del Novecento di proprietà dei Ceribelli.
In Ortis Perfectis sin dagli inizi del XIII secolo, era testimoniata la presenza di una torre di proprietà della chiesa di San Tommaso in Formis poi identificata come Torre delle Vigne, talvolta erroneamente confusa con quella limitrofa di Tor Marancia, tra le cui pertinenze papa Onorio III designa una pedica di 30 rubbi confinanti con il ponticello de Tufo nei pressi dei prati di San Paolo; tale torre con le sue pertinenze risultava ancora nota nel secolo XV come possedimento fuori Porta San Paolo della famiglia romana dei Capodiferro, e sul finire del secolo XVI secolo come proprietà anch'essa della famiglia Mattei.

### La marrana di Grotta Perfetta
Il territorio che in passato era interessato dalla presenza di numerose cave di pozzolana, attività che molto probabilmente dette anche il nome al molo omonimo sul Tevere, noto nel medioevo come portus Grapigliani già vicus Alexandri nei pressi della via Ostiense, e largamente adibito al pascolo, era attraversato dal corso d'acqua omonimo noto come marrana di Grotta Perfetta oggi in gran parte intubato, nome con cui veniva individuato il tratto finale del fosso di Tor Carbone avente origine nella tenuta di Torricola presso l'ippodromo delle Capannelle e che, dopo aver percorso l'alveo nell'area tra le attuali viale Giustiniano Imperatore e via Alessandro Severo costeggiando la via omonima, nei pressi di Largo Leonardo da Vinci, piegava con un angolo di circa 90° percorrendo per intero in direzione Sud-Ovest l'attuale via Gabriello Chiabrera per giungere nei pressi dell'attraversamento con via Ostiense e via Laurentina, noto come Ponticello di San Paolo, di lì a poca distanza si gettava nel Tevere.
Tale corso d'acqua, che probabilmente era lo stesso citato nella bolla di donazione di papa Gregorio I alla basilica di San Paolo col nome di Fossa Latronis, era altresì noto per le sue frequenti esondazioni, grazie anche ad opere di sbarramento realizzate sin dal XIV secolo dai monaci di San Paolo a fini agricoli, che interessavano per intero il suo alveo al punto da rendere spesso acquitrinosi i prati circostanti.

### Via di Grotta Perfetta
Il territorio dà il nome all'omonima via di Grotta Perfetta, che collegava fin da quando se ne hanno notizie la via Ostiense all'altezza dell'Abbazia di San Paolo con la via Ardeatina dopo aver raggiunto il casale omonimo (posto, stante la cartografia I.G.M. del 1924, in prossimità della attuale via Vittore Carpaccio), prolungandosi poi fino alla chiesa dell'Annunziatella fino a collegarsi con la citata via Ardeatina.
Tale arteria, il cui tracciato iniziale è identificabile orientativamente dalle attuali via Alessandro Severo e Via Aristide Leonori (Montagnola), ricalcava con ogni probabilità un antico tracciato basolato di età romana riconosciuto già nel 1850 durante la ricostruzione della basilica di San Paolo passante presso l'arco trionfale dell'edificio come asse viario diramantesi dalla vicina importante area portuale del Tevere presso l'antico tracciato della via Ostiense, per inoltrarsi nelle campagne a sud-est di Roma fino a raggiungere quasi certamente l'area nota sin dal I secolo d.C. come "Granai di Nerva", con una frequentazione risalente ad età preistorica e identificata come tale da Rodolfo Lanciani.
Un ulteriore breve tratto basolato molto ben conservato appartenente con ogni probabilità alla stessa via è stato rinvenuto nelle vicinanze presso il vicolo omonimo e la ferrovia Roma-Ostia nel febbraio 2017 durante le escavazioni per la realizzazione di abitazioni.
A partire dalla seconda metà del XX secolo la via, scomparso il suo tratto iniziale che ricalcava in parte il percorso delle attuali viale Giustiniano Imperatore e via Alessandro Severo e ricordato dal solo vicolo omonimo, inizia il suo corso dalla via Cristoforo Colombo.

## Architetture religiose
Nella zona è presente la chiesa della Santissima Annunziata, la cui parte antica porta un'epigrafe di papa Onorio III datata 12 agosto 1220. Per un breve periodo la chiesa fu aggiunta da San Filippo Neri, insieme alla chiesa di San Paolo alle Tre Fontane, all'itinerario delle Sette Chiese (che quindi divennero nove).
In occasione della costruzione della nuova chiesa, progettata da Ignazio Breccia Fratadocchi, durante gli scavi vennero alla luce resti di antichi manufatti.

## Odonimia
Nella zona sono presenti alcune aree con diversa odonomastica. Per esempio l'area chiamata "Roma 70" è dedicata allo sport. "Rinnovamento" invece è dedicata ai drammaturghi, il "Sogno" e le zone limitrofe seguono il tema delle capitali europee. Infine l'odonomastica di una zona di recente edificazione, grazie anche all'iniziativa del Comitato per la Promozione della Fotografia, è stata dedicata all'arte fotografica.